# The Legend of Drizzt
The Legend of Drizzt — настільна гра 2011 року, видана компанією Wizards of the Coast. У грі The Legend of Drizzt гравці беруть на себе ролі Дріззта До'Урдена та його компаньйонів у пригодах, щоб боротися з ворогами, здобувати скарби та славу. Ігрові події базуються на пригодах Дріззта, описаних у бестселерах The New York Times авторства Роберта Сальваторе. Гра включає кілька сценаріїв та складні квести.

## Ігровий процес
The Legend of Drizzt розрахована на 1-5 гравців і пропонує кооперативний геймплей. Вміст цієї гри можна поєднувати з іншими настільними іграми серії D&D Adventure System Cooperative Play, такими як Castle Ravenloft та Wrath of Ashardalon. Гра включає 40 пластикових героїв і монстрів, 13 аркушів з'єднуваних картонних плиток підземель, 200 карт зустрічей та скарбів, правила, книгу сценаріїв і двадцятигранний кубик.

## Відгуки
Джон О'Ніл з Black Gate описав гру як «ідеальний спосіб ознайомити ваших друзів, які не грають, із жанром, або пограти в підземелля в ті ночі, коли ваш майстер підземелля занадто втомлений, щоб вести гру».
DieHard GameFan зазначив, що «загалом, гра The Legend of Drizzt приносить задоволення. У неї є свої недоліки, і це найслабша гра в серії Adventure System на цей момент, але це все ще веселий спосіб провести день, якщо у вас немає достатньо великої групи для повноцінної сесії або ніхто не має бажання бути майстром підземелля».